# Johann Martin Will

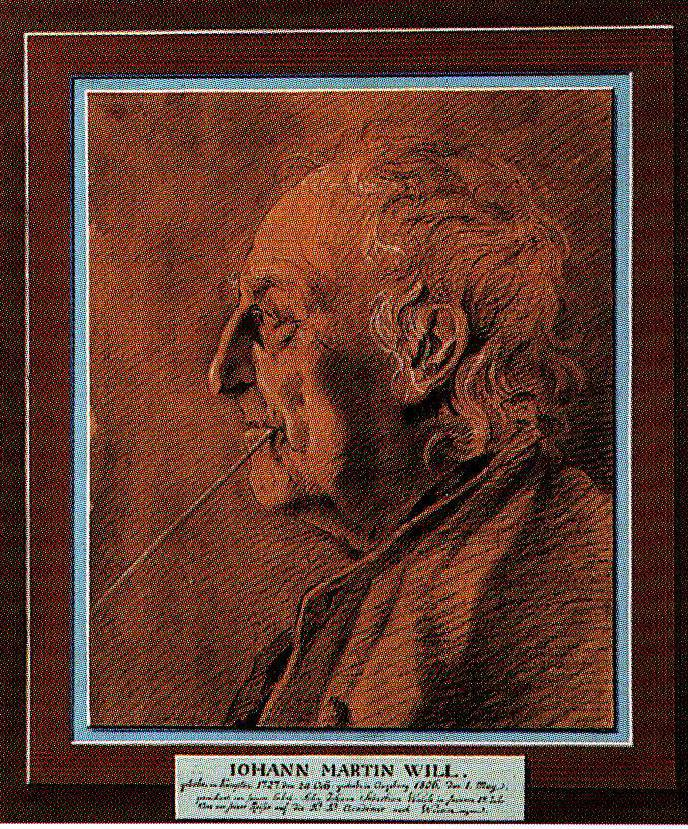
Johann Martin Will, Zeichnung seines Enkels Johann Sebastian Walch

Johann Martin Will (* 24. Oktober 1727 in Kempten (Allgäu); † 1. Mai 1806 in Augsburg) war ein deutscher Kupferstecher und Verleger.

## Leben

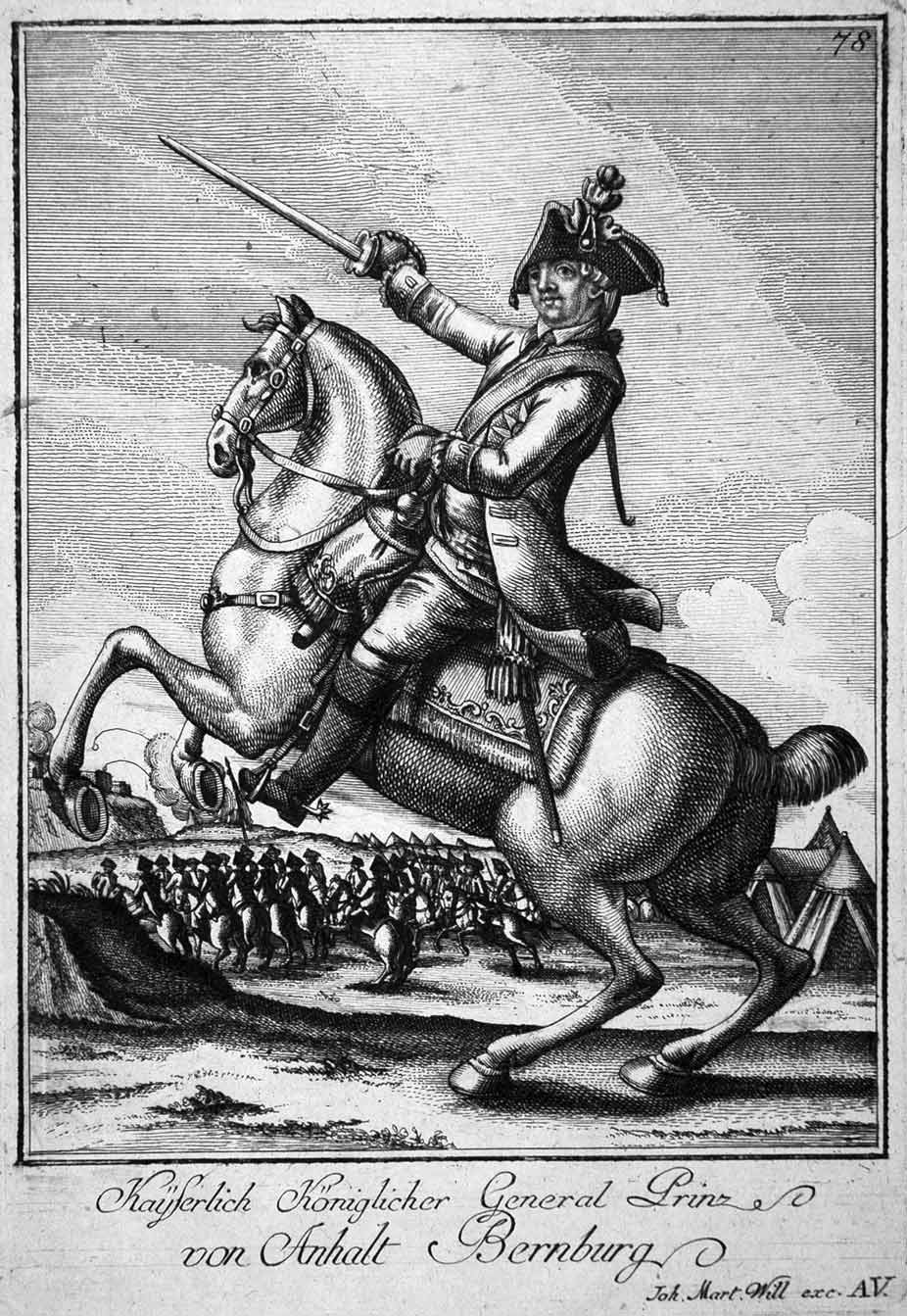
Kupferstich „Kayserlich Königlicher General Prinz von Anhalt Bernburg“, signiert Joh. Mart. Will

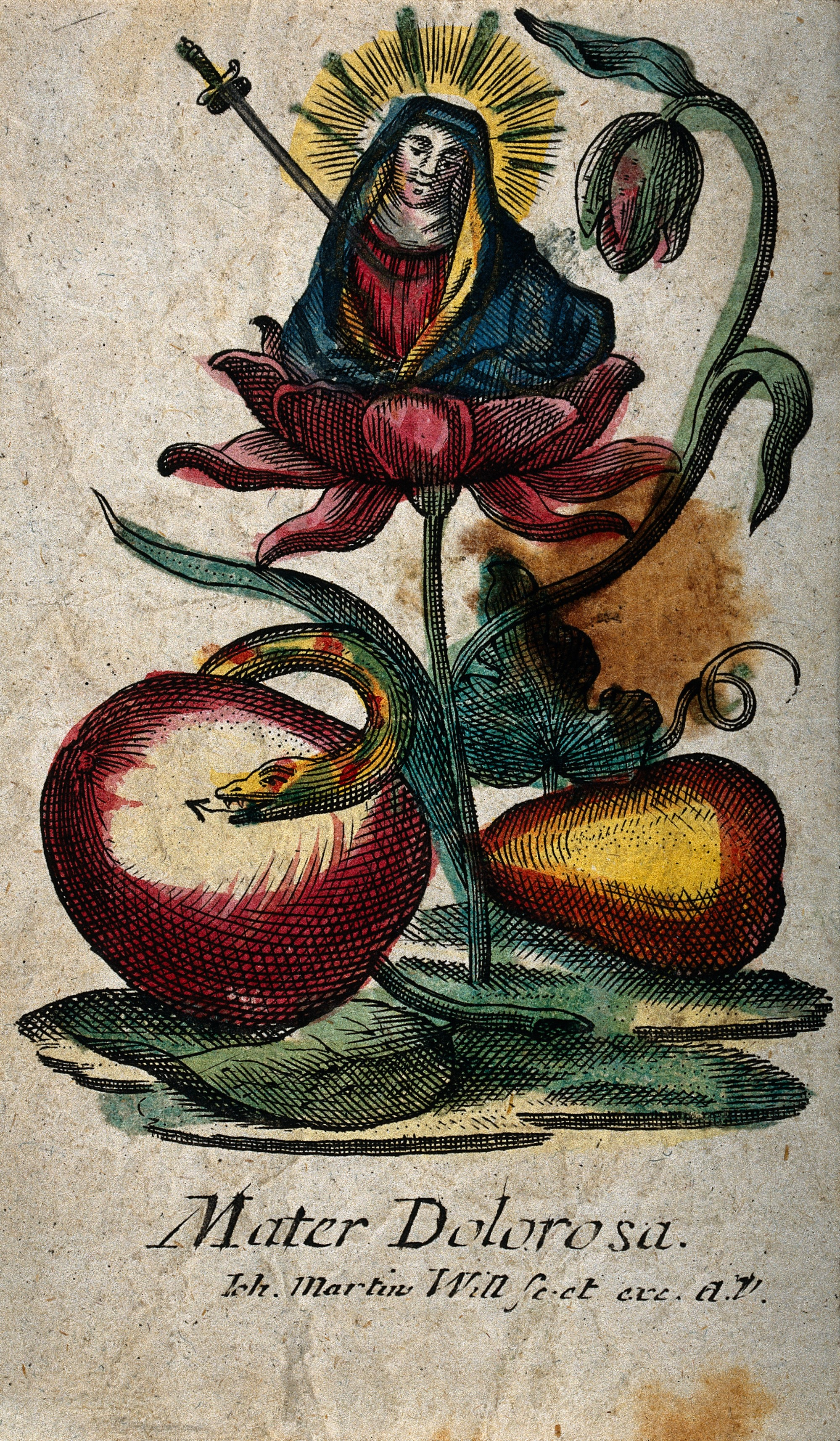
Andachtsbild, signiert Ioh. Martin Will

Johann Martin Will war zunächst Mahlmüllergeselle. Er ließ sich in Augsburg nieder, wo er heiratete. 1755 gründete Johann Martin Will einen Kupferstichverlag, Schwerpunkte seiner verlegerischen Tätigkeit waren Bilder zur Kulturgeschichte (z. B. Trachten und Kinderspiele), Gebrauchsgraphik (z. B. Ausschneidebögen, religiöse Andachtsbilder), Porträtstiche, Karikaturen und historische Darstellungen. Hinzu kamen einige wenige kartographische Darstellungen.
Seine älteste Tochter war Anna Regina Will (* 1759), die im Januar 1786 den Miniaturmaler Johann Walch heiratete, der daraufhin im Verlag seines Schwiegervaters mitarbeitete. In der Folge wandte sich der Verlag vermehrt der Landkartenproduktion zu. 1789 konnte aus dem Erbe von Gustav Conrad Lotter (1746–1776) das Material der Landkartenverleger Matthäus Seutter und Tobias Conrad Lotter erworben werden, fast 25.000 einzelne Kartenblätter und 208 Kupferplatten.
Nach dem Tode Wills, der am 4. Mai 1806 in Augsburg begraben wurde, erbte Anna Reginas Ehemann Johann Walch den Willschen Verlag, der bis 1817 auch unter dem Zusatz „Erben“ fortgeführt wurde und aus dem später die Druckerei Joh. Walch hervorging.

## Werke (Auswahl)
Von den Arbeiten Johann Martin Wills sind neun Verlagswerke in der Staats- und Stadtbibliothek Augsburg nachgewiesen.
Die Universitätsbibliothek der Universität Frankfurt am Main besitzt einen 1757 in Augsburg erschienenen, von ihm signierten Einblattdruck unter dem Titel Wunderbarliche Vorsicht u. Allmacht Gottes : welches die Gräfliche Promnitzische Stadt Sorau in der Laußnitz am 18. MonatsTag Julii erfahren ….